# كريزي (أغنية ويلي نيلسون)
كريزي (بالإنجليزية: Crazy)‏ أو «مجنونة» هي أغنية من تأليف ويلي نيلسون. تم تسجيلها من قبل العديد من الفنانين، وعلى الأخص من قبل باتسي كلاين، والتي وصلت للمركز الثاني على قائمة بيلبورد لأغاني الكانتري في عام 1962.
قام عشرات الفنانين بغناء الأغنية بالعديد من الأصناف الموسيقية على مر السنين، إلا أنها لا تزال مرتبطة ارتباطا وثيقا مع كلاين. سجل نيلسون نسخته الخاصة في ألبومه الأول And Then I Wrote عام 1962.

## الأصل
كتب نيلسون الأغنية في أوائل عام 1961 بمساعدة صديق يدعى أوليفر إنجليش؛ وكان نيلسون في ذلك الوقت يصعد النجومية في مجال تأليف الأغاني وقام بكتابة عدة أغاني ناجحة لفنانين آخرين، ولكن لم يصدر تسجيلا مهما بذاته. كتب نيلسون الأغنية أصلاً لمغني الكانتري بيلي ووكر، ولكنه رفضها لأنها كانت «أغنية لفتاة» (وهو نفس السبب الذي جعل روي دراسكي يرفض أغنية كلاين السابقة «آي فول تو بيسز» في العام السابق). ساعد نجاح الأغنية على إطلاق مسيرة نيلسون كمغني وكاتب أغاني.
تعتبر الأغنية موسيقيا من موسيقى الجاز والبوب مع نغمات كانتري ولحن معقد. تصف الكلمات حالة الذهول التي تعيشها المغنية بسبب حبها لصديقها.

## نسخة باتسي كلاين
كانت باتسي كلاين قد حققت النجومية بفضل أغنيتها السابقة «آي فول تو بيسز» وأرادت أغاني أخرى لتعزز نجوميتها. كان لحن أغنية «كريزي» معقدا وتناسب مع موهبة كلاين الصوتية. أصدرت الأغنية في أواخر عام 1961، ومثل سابقتها، حققت نجاحا فوريا وساهمت في توسيع جمهور كلاين خارج إطار الكانتري. بقيت الأغنية 21 أسبوعا على قائمة بيلبورد وأصبحت إحدى أغانيها المميزة. وضعت مجلة رولينغ ستون إصدار كلاين في المرتبة 85 على قائمة أعظم 500 أغنية على الإطلاق.
ذكر ويلي نيلسون في مقابلة مع راديو القمر الصناعي سيريوس إكس إم أنه كان في حانة تدعى توتسي ووضع أغنيته الخاصة في صندوق الأغاني. سمع زوج باتسي الأغنية وأراد أن تقوم بغنائها. سجلت باتسي الأغنية بعد بضعة أسابيع. قال ويلي في مقابلة أخرى إن الأغنية كانت تسمى في الأصل "Stupid" أو «غبية»، واستخدم هذا العنوان في أداء حي مع جوني كاش حيث انقطع وتر الإيتار وقام بالعزف على غيتار جوني.
ووفقًا لسيرة باتسي كلاين بقلم إليس نصور، كان نيلسون، والذي كان وقتها يكافح لشق طريقه في عالم الموسيقى ويسمي نفسه هيو نيلسون، يتردد في صالة توتسي أوركيد لاونج في رصيف الموسيقى في ناشفيل، مع أصدقائه كريس كريستوفيرسن وروجر ميلر، وكلاهما كانا مؤلفي أغاني مغمورين في ذلك الوقت. التقى نيلسون بزوج كلاين، تشارلي ديك، في الحانة في إحدى الليالي وعرض الأغنية عليه. أخذ ديك التسجيل معه إلى البيت وشغله أمام كلاين، وقد كرهتها في البداية لأن نيلسون «تكلم» قبل الإيقاع وخلفه، وقالت أنها «لا يمكن أن تغني هكذا».
ومع ذلك، أحب المنتج أوين برادلي الأغنية ووزعها من أجل تسجيلها لاحقا. ذكر برادلي على ألبوم I Remember Patsy للمغنية لوريتا لين، أن كلاين كانت لا تزال تتعافى من حادث سيارة كاد يقتلها، وواجهت صعوبة في الوصول إلى النغمات العالية للأغنية في ليلة الإنتاج الأصلية بسبب الكسور في أضلاعها. توقفت عن التسجيل بعد أربع ساعات من المحاولة. وبعد أسبوع، عادت وسجلت الأغنية في جلسة واحدة. في المقابلة نفسها، تذكر لين المرة الأولى تغني فيها كلاين في غراند أول أوبري وهي على عكازات، ووقف الجمهور لها في ثلاثة مرات.
ذكر ويلي نيلسون في فيلم وثائقي عام 1993 «تذكر باتسي» أن نسخة كلاين من الأغنية هي المفضلة لديه بين مختلف النسخ من الأغنية.

### الأداء على القوائم
| القائمة (1961)                                   | أفضل موقع |
| ------------------------------------------------ | --------- |
| قائمة بيلبورد لأغاني الكانتري (الولايات المتحدة) | 2         |
| بيلبورد إيزي ليسنسنغ (الولايات المتحدة)          | 2         |
| بيلبورد هوت 100 (الولايات المتحدة)               | 9         |
| قائمة أغاني المملكة المتحدة (إعادة إصدار 1990)   | 14        |
| قائمة أغاني أيرلندا (إعادة إصدار 1990)           | 14        |
| كينت ميوزيك ريبورت (أستراليا)                    | 56        |

## نسخة ليان رايمز
سجلت المغنية الأمريكية ليان رايمز أغنية «كريزي» لألبومها «ليان رايمز» الذي صدر في عام 1999. وأصدرت كثاني أغنية منفردة من الألبوم. كما قامت بأداء هذه الأغنية في البيت الأبيض أمام الرئيس جورج دبليو بوش، وقالت لورا بوش أنها إحدى أغانيها المفضلة.

### الأداء على القوائم
| القائمة (1999)              | أفضل موقع |
| --------------------------- | --------- |
| قائمة أغاني المملكة المتحدة | 36        |

## نسخ أخرى
من بين النسخ البارزة من الأغنية تلك التي سجلتها ليندا رونستاد التي وصلت إلى المركز السادس على قائمة بيلبورد لأغاني الكانتري عام 1977، خوليو إجلسياس (ونجحت في هولندا والمملكة المتحدة ونيوزيلندا)، ذا كيلز، دوتي ويست، كيدني ثيفز (وأدخلت في الموسيقى التصويرية لفيلم عروس تشاكي)، شيرلي باسي، غاي لومباردو، تشاكا خان، ذا ويفس. سجل دون ماكلين وكيني روجرز نسخا بكلمات مختلفة من تأليفهم (كما ألف روجرز أغنية أخرى بنفس العنوان، والتي تصدرت القائمة في عام 1984 ولا ينبغي الخلط بينها وبين هذه الأغنية). في عام 2007، سجلت فرقة الموسيقى البديلة الإنجليزية أبارتمنت الأغنية. كما سجل ويلي نيلسون نفسه عدة نسخ من الأغنية على مر السنين بما في ذلك نسخة ثلاثية مع إلفيس كوستيلو وديانا كرال.
في عام 1980، كانت الأغنية جزءا من الموسيقى التصويرية لفيلم ابنة عامل المنجم عن سيرة لوريتا لين وغنتها بيفيرلي دي أنجيلو الذي لعبت دور باتسي كلاين.
سجلت نورا جونز الأغنية حية في شيكاغو، في نادي هاوس أوف بلوز، في 16 أبريل 2002.
غنت المغنية الكندية كولين بيترسون الأغنية في عام 1993. وبلغت نسختها المركز 29 على قائمة أغاني الكانتري على مجلة آر بي إم.
أصدر المغني الكندي نيل يونغ نسخة من هذه الأغنية في ألبومه A Letter Home لعام 2014.
قدمت متسابقة ذا فويس ماري سارا دويتو للأغنية مع ويلي نيلسون في ألبوم "Bridges" عام 2014 وبلغت المركز 28 على قائمة أغاني الكانتري في أغسطس 2014. وقد اختار نيلسون أن يغني الأغنية مع متسابقة ذا فويس بعد أن سمعها نغني النشيد الوطني.
سجلت هايدن بانتير نسختين من «كريزي» لمسلسل ناشفيل حيث قامت شخصيتا جولييت بارنز (التي تصور باتسي كلاين) في حلقة "That's Me Without You" في عام 2014، والأخرى في عام 2015 في دويتو مع ستيفن تايلر (بنفسه) في الحلقة "Can't Let Go".
أصدرت المغنية الإيطالية والسيدة الأولى الفرنسية السابقة كارلا بروني نسخة من «كريزي» في ألبومها «لمسة فرنسية» لعام 2017، والذي يظهر فيه ويلي نيلسون.

## في وسائل الإعلام
- في عام 1992، استخدم روس بيروت الأغنية خلال حملته الرئاسية.[11]
- تظهر الأغنية بصوت باتسي كلاين على الموسيقى التصويرية في عدة ألعاب فيديو مثل تويستد ميتال وديدبول ومافيا 3.[12] بينما تظهر نسخة ويلي نيلسون في لعبة جراند ثفت أوتو: سان أندرياس.

## وصلات خارجية
- SecondHandSongs listing of known covers of "Crazy"
- Library of Congress essay on Patsy Cline's version and its inclusion in the National Recording Registry.